# バスケットボールエクアドル代表
バスケットボールエクアドル代表（Ecuador national basketball team）は、エクアドルバスケットボール連盟により国際大会に派遣されるエクアドルのバスケットボールナショナルチームである。
第1回世界選手権の出場国の一つであるが、それ以外では国際経験に乏しい。

## 過去の国際大会成績
- オリンピックの成績
  - 出場なし
- W杯の成績
  - 1950年：8位
- アメリカップの成績